# Mósfjall
Mósfjall är ett berg i republiken Island. Det ligger i regionen Norðurland vestra, 240 km nordost om huvudstaden Reykjavík. Toppen på Mósfjall är 597 meter över havet.
Trakten runt Mósfjall är nära nog obefolkad, med mindre än två invånare per kvadratkilometer. Närmaste större samhälle är Siglufjörður, omkring 17 kilometer nordost om Mósfjall.